# Südwind Verein

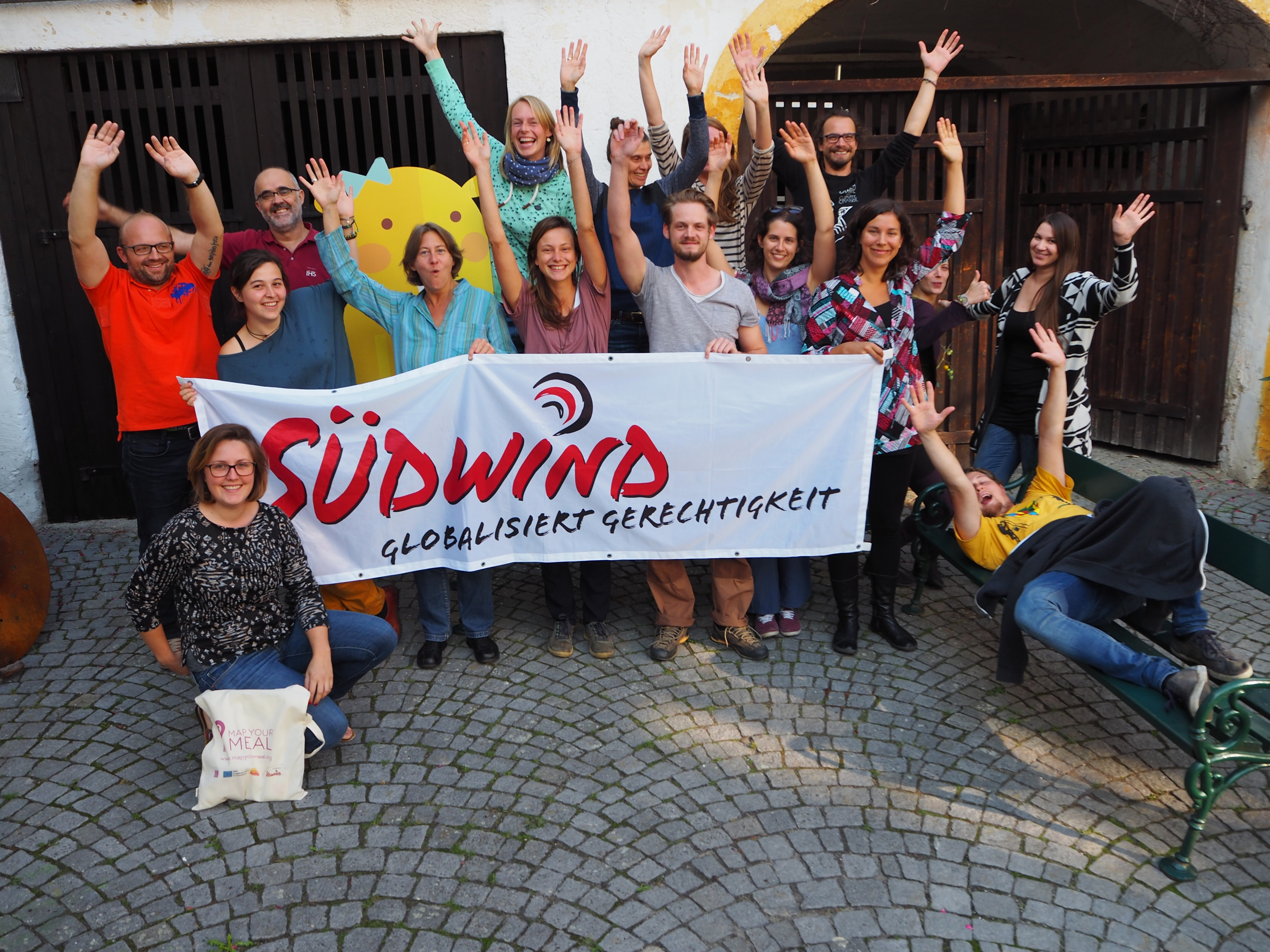
Südwind-Aktivisten

Der Südwind Verein für Entwicklungspolitik und globale Gerechtigkeit mit Sitz in Wien ist eine entwicklungspolitische Nichtregierungsorganisation in Österreich, die sich für eine nachhaltige Entwicklung, Menschenrechte und faire Arbeitsbedingungen weltweit einsetzt. Der Verein hat Büros in Dornbirn, Innsbruck, Salzburg, Linz, Wiener Neustadt, Graz und Wien. Finanziert wird Südwind durch Projekte, Mitgliedsbeiträge und Spenden.

## Geschichte
1979 wurde der Österreichische Informationsdienst für Entwicklungspolitik (ÖIE), mit der Devise Entwicklungspolitik im eigenen Land zu betreiben, gegründet. An dem Unternehmen beteiligten sich kirchliche Organisationen, die Österreichische Hochschülerschaft, das Europahaus Eisenstadt, Jugendorganisationen (SJ & JVP), sowie verschiedene entwicklungspolitische Arbeitskreise. Ende der 1990er-Jahre wurde der Verein ÖIE in „Südwind Entwicklungspolitik“ umbenannt und die „Südwind Agentur“ als gemeinnützige Ges.m.b.H. gegründet. 2015 wurde die gemeinnützige Ges.m.b.H. aufgelöst, seither operiert Südwind rechtlich als Verein, der verstärkt zivilgesellschaftlich verankert ist und dem Verständnis als NGO entspricht. Das Anliegen das sozioökonomische Gefälle zwischen Globalen Norden und Süden durch Informations-, Bildungs- und Kampagnenarbeit in Österreich zu reduzieren, blieb zentral.
Der Verein führt Workshops für Schulen durch und erstellt Bildungsmaterialien zum Schwerpunkt Globales Lernen und „Global Citizenship Education“ (die Entwicklung eines Bewusstseins für eine Weltbürgerschaft). Dazu kommen Kampagnen für eine gerechtere Welt. Zu diesen gehörten beispielsweise „Jute statt Plastik“ (1979), „Hunger ist kein Schicksal“ (1980), „Stimmen für den Regenwald“ (1992) sowie die „Clean Clothes Kampagne“ (seit 2001).

## Tätigkeitsfelder
Die zentralen Tätigkeitsfelder liegen im Bereich
- der entwicklungspolitischen Bildungsarbeit bzw. im Globalen Lernen
- in der Entwicklung und Bereitstellung von Medien (Bücher, Lehrmaterial, Broschüren, Videomaterial, uvm.)
- im Einbringen von entwicklungspolitischen Inhalten und Anliegen in zivilgesellschaftliche Prozesse[3]
- in der Kampagnen- und Öffentlichkeitsarbeit sowie in der Erstellung von Studien zu globalen Themen
- im Lobbying bei entwicklungspolitisch und bildungspolitisch relevanten Entscheidungsträgern für von Südwind unterstützte Anliegen

## Organisationsstruktur

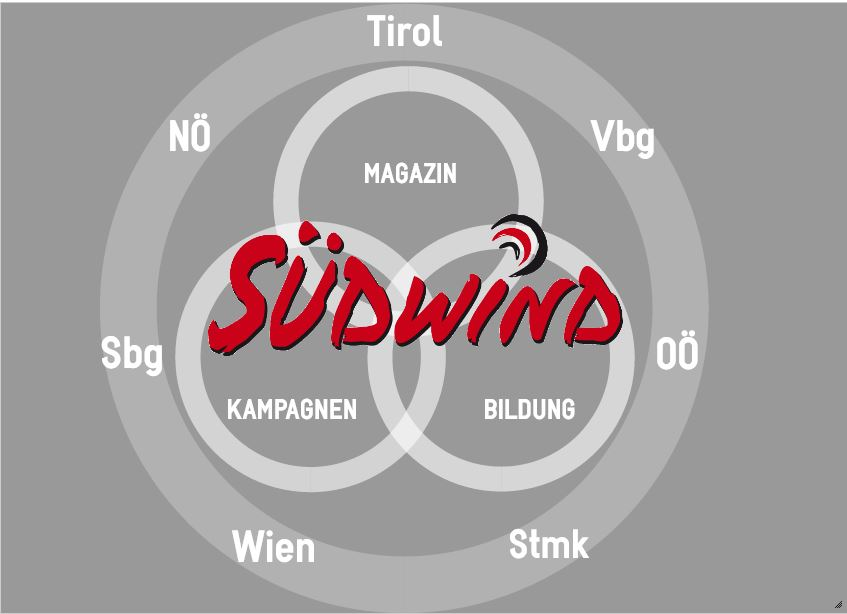
Organigramm

Der Verein ist Gründer von Klimabündnis und Gesellschafter der Südwind-Buchwelt sowie Herausgeber des Südwind-Magazins. Südwind arbeitet in der Projektumsetzung mit internationalen Partnerorganisationen zusammen.
Auf regionaler Ebene ist Südwind durch Regionalvereine in der Steiermark, Wien, Niederösterreich, Oberösterreich, Salzburg, Tirol und Vorarlberg vertreten. Sechs der sieben Regionalstellen beherbergen bzw. betreuen eine eigene Infothek. Dort können Unterrichtsmaterialien, Sachliteratur, Videos/DVDs, Diareihen, Spiele, Kinder- und Jugendbücher u. v. a. zu entwicklungspolitischen Themen ausgeborgt werden.
Der Verein ist im Vorstand der AG Globale Verantwortung, dem Netzwerk Soziale Verantwortung  und der WearFair & mehr vertreten. Südwind ist Mitglied des WIDE-Netzwerks und engagiert sich in den Plattformen Attac, ECA-Watch Österreich, Oikocredit, Informationsstelle für Journalismus & Entwicklungspolitik (ISJE), Wir haben es satt! und Baobab. Seit 2001 ist Südwind die Koordinationsstelle für die Clean-Clothes-Plattform in Österreich.
Der Verein finanziert seine Aktivitäten und Angebote zum Großteil aus öffentlichen Geldern auf Projektbasis. Die Projektförderungen stammen u. a. aus Mitteln der Österreichischen Entwicklungszusammenarbeit (ADA), des österreichischen Bildungsministeriums, des Bundesministeriums für Arbeit, Soziales und Konsumentenschutz und der Europäischen Union. Darüber hinaus ermöglichen Spenden einen Teil der Arbeit von Südwind. Auf regionaler und lokaler Ebene werden die Aktivitäten von Südwind auch von den Ländern und Gemeinden unterstützt.

## Südwind-Magazin
Seit 1979 berichtet das Südwind-Magazin über Themen um internationale Politik, Kultur und Entwicklung. Die Redaktion ist unabhängig. Die Zeitschrift rückt in ihrer Berichterstattung Fragen und Regionen in den Mittelpunkt, die sonst oft nur am Rande Beachtung finden. Die Blattlinie laut Redaktionsstatut: „Information der Öffentlichkeit über die soziale, politische, wirtschaftliche und kulturelle Wirklichkeit in den Ländern der sogenannten Dritten Welt sowie über Entwicklungspolitik und internationale Zusammenarbeit im Sinne eines nachhaltigen Abbauens der Kluft zwischen Nord und Süd.“ Die aktuellen Herausgebervertreter sind Martin Jäggle, Brigitte Pilz und Erhard Stackl. Das Südwind-Magazin versteht sich als undogmatisches Informations- und Diskussionsblatt für Menschen, die sich im Sinne von mehr Gerechtigkeit zwischen Nord und Süd engagieren oder die sich über internationale Themen informieren wollen.
Das Magazin erscheint 10 Mal pro Jahr und hat 52 Seiten. Es enthält Reportagen, Analysen, Bild-Geschichten, Interviews aus den Ländern des Globalen Südens und Anstöße für Veränderungen im Norden.

## Südwind-Buchwelt
Mit gleichem Namen wurde 1984 in der Kleeblattgasse in Wien die erste entwicklungspolitische Buchhandlung gegründet. Der zweite Teil des heutigen Namens entstammt der ebenfalls 1984 gegründeten Buchhandlung Buchwelt. Einige Jahre später wurden die beiden Geschäfte zusammengelegt und seit damals unter dem Namen Südwind-Buchwelt geführt.
Heute werden in Wien, Schwarzspanierstraße 15 und Mariahilferstraße 8 sowie online Literatur und Weltmusik verkauft. Der Gründungsgedanke von Südwind und Buchwelt war, mehr Menschen Zugang zu entwicklungspolitisch relevanter Literatur zu ermöglichen. Die Buchwelt setzt sich mit der systematischen Aufarbeitung entwicklungspolitisch relevanter Literatur auseinander und will so zu besserem Verständnis in den industrialisierten Regionen und den Ländern des Südens beitragen. Ihre Grundlagenarbeit bildet für Bibliotheken, Schulen und Bildungseinrichtungen eine Orientierungshilfe für die Neuanschaffung von Büchern und Medien. Vertrieben werden Bücher, Weltmusik-CDs sowie fair gehandeltes Kunsthandwerk und Lebensmittel.
Trotz der Namensgleichheit operiert die Südwind-Buchwelt unabhängig vom Südwind Verein. Der Verein hält lediglich Gesellschaftsanteile der Südwind-Buchwelt.

## Konsultativstatus bei den Vereinten Nationen
Seit 2009 hat der Verein den Konsultativstatus beim Wirtschafts- und Sozialrat der Vereinten Nationen (ECOSOC). Der Konsultativstatus erlaubt Südwind an UN-Konferenzen in Wien, Genf und New York teilzunehmen, und Parallel-Veranstaltungen zu organisieren sowie Statements und schriftliche Eingaben abzugeben. Der Fokus von Südwind liegt dabei bei den Sitzungen des UN Menschenrechtsrats in Genf.

## Aktivismus
Der Vereinszweck ist in erster Linie für globale Gerechtigkeit zu mobilisieren. Aktivisten  greifen Themen des Vereins auf, aber widmen sich auch eigenständig globalen Gesellschaftsthemen, engagieren sich in öffentlichen Diskursen und informieren über aktuelle Entwicklungen. Sie planen und organisieren Veranstaltungen und Straßenaktionen, tauschen sich bei regionalen Stammtischen zu aktuellen Themen und Kampagnen aus und organisieren österreichweite Vernetzungstreffen wie die Südwind-Academy.